# تسويوشي يوشيتاكي
تسويوشي يوشيتاكي (باليابانية: 吉武 剛) (مواليد 8 سبتمبر 1981)، هو لاعب كرة قدم ياباني سابق كان يلعب كلاعب وسط.

## وصلات خارجية
- تسويوشي يوشيتاكي على موقع رابطة كرة القدم اليابانية للمحترفين (اليابانية)
- تسويوشي يوشيتاكي على موقع قاعدة بيانات كرة القدم.إي يو (الإنجليزية)
- تسويوشي يوشيتاكي على موقع Soccerway.com (الإنجليزية)
- تسويوشي يوشيتاكي على موقع عالم كرة القدم.نت (الإنجليزية)